# Tatort: Die Liebe, ein seltsames Spiel
Die Liebe, ein seltsames Spiel ist ein Fernsehfilm aus der Krimireihe Tatort. Der vom Bayerischen Rundfunk produzierte Beitrag ist die 1022. Tatort-Episode und wurde am 21. Mai 2017 im Ersten, im SRF 1 und im ORF 2 erstgesendet. Das Münchner Ermittlerduo Batic und Leitmayr ermittelt seinen 76. Fall.

## Handlung
Verena Schneider wird tot in der Tiefgarageneinfahrt ihrer Wohnung aufgefunden. Nach einem Schlag gegen die Schläfe wurde sie mit einem weichen Gegenstand erstickt. Die erste Spur führt zu ihrem Lebensgefährten, dem Architekten Thomas Jacobi, da die Nachbarn von einem lauten Streit kurz vor der Tat berichten und der Arbeitgeber des Opfers weiß, dass sie sich von Jacobi trennen wollte, obwohl sie im dritten Monat schwanger war. Nach und nach stellt sich heraus, dass Jacobi ein kompliziertes Geflecht von Liebesbeziehungen zu einer ganzen Reihe von Frauen unterhält. Damit hätte er ein gravierendes Tatmotiv, wie aber auch jede dieser Liebschaften. Am auffälligsten benimmt sich Nicole Büchner, eine sehr enge Freundin des Opfers, die auch mit zu Jacobis „Harem“ gehört. Nachdem Dr. Andrea Slowinski, eine weitere seiner Geliebten, ermordet aufgefunden wird, gerät Jacobi immer mehr unter Verdacht. Er beteuert aber nach wie vor seine Unschuld und regt die Ermittler an, die anderen Frauen zu schützen, da seiner Meinung nach ein „Irrer“ hier sein Unwesen treibe. Unerwartet findet Jacobi selber eine Spur zu seiner Assistentin Anna Marie Fritsch. Sie ist schon lange in ihren Chef verliebt und gibt zu, dass sie am Tatabend mit Dr. Andrea Slowinski reden wollte. Dies sei eskaliert und im Affekt habe sie die Frau erschlagen. Für den Zeitraum des Todes von Verena Schneider hat sie allerdings ein sicheres Alibi. Letztendlich können Batic und Leitmayr Max Heimerl, einen Nachbarn des Opfers, dieser Tat überführen. Er musste mit seiner Frau und den vier Kindern in einer viel zu kleinen Wohnung in München leben, wo es immer schwieriger wird, bezahlbaren und angemessenen Wohnraum zu finden. Daher hatte er die Chance genutzt und seine Nachbarin umgebracht, um so als erster Bewerber an die geräumigere Wohnung zu gelangen.

## Hintergrund
Der Film wurde vom 26. Juli 2016 bis zum 25. August 2016 in München und Umgebung gedreht. Die verwendete Filmmusik wurde speziell für den Tatort von Verena Marisa komponiert und ist nicht im Handel erhältlich. Die beiden Lieder wurden von Françoise Hardy gesungen. Dabei ist „Ein Fenster wird hell“ eine Eigenkomposition von ihr, während „Oh oh cheri“ von B.L. Trammell, J.R. Setti und G. Guenet komponiert wurden.

## Rezeption

### Einschaltquoten
Die Erstausstrahlung von Die Liebe, ein seltsames Spiel am 21. Mai 2017 wurde in Deutschland von 8,74 Millionen Zuschauern gesehen und erreichte einen Marktanteil von 26,1 Prozent für Das Erste.

### Kritiken
„Auch in dem Münchner 'Tatort' sind die Beziehungen nicht immer so klar wie sie scheinen. Natürlich steckt in der Ich-beglück-sie-alle-Haltung des Architekten ein grausamer Egoismus, gleichzeitig werden aber auch Menschen gezeigt, die in der Polyamorie ein Modell gefunden haben, ihre Bedürfnisse und Sehnsüchte auszuleben. Weh tut die Liebe wohl immer ein bisschen.“

„Im vergangenen Fall von Batic und Leitmayr wäre fast deren Gesundheit und sogar die Freundschaft ruiniert worden. Nur drei Wochen später ist alles verheilt, programmplanerisch sind sie bei der ARD also mal wieder besonders sensibel am Start. Kommissar Batic hat sich verliebt, sein eben noch ramponierter Körper ist zu allem bereit. Ein Comeback, wie es zuletzt Lazarus hingelegt hat.“

Der Kritiker Julian Miller bei Quotenmeter.de wertete: Dieser Tatort „begnügt sich […] mit dem verschnörkelten Durchexerzieren des Beliebigen, in dessen Rahmen er zumindest die beknacktesten Grundkonstruktionen durchbrechen kann.“ „Das Anstrengende an diesem Film ist die Schizophrenie seiner Ambition: Er will eingängig sein, aber auch sperrig; vor allem leicht zugänglich, aber gleichzeitig ein bisschen so tun, als sei er intellektuell.“
Rainer Tittelbach von tittelbach.tv meinte: Der „Autorin Katrin Bühlig [gelingt] das Kunststück, aus einem an sich vermeintlich simplen Whodunit, einen äußerst unterhaltsamen Krimi mit allerhand beziehungstechnischem und ironischem Mehrwert zu machen. Sex, Beziehung, Liebe und Eifersucht sind allgegenwärtig; gewitzelt wird – anders als sonst in München – auf hohem Niveau. Und weil die Episoden-Hauptfigur interessant ist, bleibt es der Krimi auch. Ein typischer Rainer-Kaufmann-Film: verspielt, unaufdringlich, leicht, zugleich dicht, nah an den Figuren & sehr geschlossen.“

## Trivia
Der Hauptverdächtige Thomas Jacobi fährt in dem Film einen Jensen Interceptor.
Die Thematik (Vertrauensverhältnis der Kommissare, interne Ermittlung abgeschlossen oder nicht, Ayumi …) vom vorherigen Tatort wird nicht wieder aufgegriffen. Dies passierte bereits beim 916. Tatort (Der Wüstensohn), wo ein noch am Ende vom 910. Tatort (Am Ende des Flurs) lebensgefährlich verletzter Leitmayr „seinen Dienst wieder verrichtet“, als wäre nichts geschehen.